# Neuville-aux-Bois
Neuville-aux-Bois és un municipi francès, situat al departament del Loiret i a la regió de Centre – Vall del Loira. L'any 2007 tenia 4.005 habitants.

## Demografia

### Població
El 2007 la població de fet de Neuville-aux-Bois era de 4.005 persones. Hi havia 1.540 famílies, de les quals 392 eren unipersonals (152 homes vivint sols i 240 dones vivint soles), 492 parelles sense fills, 516 parelles amb fills i 140 famílies monoparentals amb fills.
La població ha evolucionat segons el següent gràfic:
Habitants censats

### Habitatges
El 2007 hi havia 1.692 habitatges, 1.562 eren l'habitatge principal de la família, 36 eren segones residències i 94 estaven desocupats. 1.317 eren cases i 367 eren apartaments. Dels 1.562 habitatges principals, 1.009 estaven ocupats pels seus propietaris, 523 estaven llogats i ocupats pels llogaters i 30 estaven cedits a títol gratuït; 25 tenien una cambra, 84 en tenien dues, 268 en tenien tres, 444 en tenien quatre i 741 en tenien cinc o més. 1.122 habitatges disposaven pel capbaix d'una plaça de pàrquing. A 695 habitatges hi havia un automòbil i a 691 n'hi havia dos o més.

### Piràmide de població
La piràmide de població per edats i sexe el 2009 era:
| Homes | Edats   | Dones |
| ----- | ------- | ----- |
| 4     | 95 o +  | 24    |
| 12    | 90 a 94 | 40    |
| 32    | 85 a 89 | 92    |
| 32    | 80 a 84 | 40    |
| 68    | 75 a 79 | 100   |
| 96    | 70 a 74 | 96    |
| 72    | 65 a 69 | 96    |
| 88    | 60 a 64 | 108   |
| 84    | 55 a 59 | 68    |
| 144   | 50 a 54 | 144   |
| 116   | 45 a 49 | 120   |
| 148   | 40 a 44 | 120   |
| 140   | 35 a 39 | 128   |
| 144   | 30 a 34 | 140   |
| 112   | 25 a 29 | 100   |
| 92    | 20 a 24 | 100   |
| 132   | 15 a 19 | 100   |
| 172   | 10 a 14 | 120   |
| 128   | 5 a 9   | 104   |
| 112   | 0 a 4   | 112   |

## Economia
El 2007 la població en edat de treballar era de 2.406 persones, 1.806 eren actives i 600 eren inactives. De les 1.806 persones actives 1.662 estaven ocupades (884 homes i 778 dones) i 144 estaven aturades (52 homes i 92 dones). De les 600 persones inactives 237 estaven jubilades, 206 estaven estudiant i 157 estaven classificades com a «altres inactius».

### Ingressos
El 2009 a Neuville-aux-Bois hi havia 1.610 unitats fiscals que integraven 3.994 persones, la mediana anual d'ingressos fiscals per persona era de 18.806 €.

### Activitats econòmiques
Dels 191 establiments que hi havia el 2007, 1 era d'una empresa extractiva, 5 d'empreses alimentàries, 1 d'una empresa de fabricació de material elèctric, 3 d'empreses de fabricació d'elements pel transport, 13 d'empreses de fabricació d'altres productes industrials, 29 d'empreses de construcció, 53 d'empreses de comerç i reparació d'automòbils, 7 d'empreses de transport, 8 d'empreses d'hostatgeria i restauració, 10 d'empreses financeres, 5 d'empreses immobiliàries, 23 d'empreses de serveis, 18 d'entitats de l'administració pública i 15 d'empreses classificades com a «altres activitats de serveis».
Dels 62 establiments de servei als particulars que hi havia el 2009, 1 era una oficina d'administració d'Hisenda pública, 1 gendarmeria, 1 oficina de correu, 5 oficines bancàries, 2 funeràries, 6 tallers de reparació d'automòbils i de material agrícola, 2 tallers d'inspecció tècnica de vehicles, 1 autoescola, 3 paletes, 6 guixaires pintors, 4 fusteries, 9 lampisteries, 4 electricistes, 4 perruqueries, 2 veterinaris, 2 agències de treball temporal, 5 restaurants, 1 agència immobiliària, 1 tintoreria i 2 salons de bellesa.
Dels 20 establiments comercials que hi havia el 2009, 2 eren supermercats, 1 una botiga de més de 120 m², 4 fleques, 1 una fleca, 1 una botiga de congelats, 1 una peixateria, 4 botigues de roba, 1 una botiga de roba, 1 una botiga d'equipament de la llar, 1 una botiga de material de revestiment de parets i terra, 1 una perfumeria i 2 floristeries.
L'any 2000 a Neuville-aux-Bois hi havia 35 explotacions agrícoles que ocupaven un total de 1.974 hectàrees.

## Equipaments sanitaris i escolars
El 2009 hi havia 1 hospital de tractaments de curta durada, 1 hospital de tractaments de mitja durada (seguiment i rehabilitació, 2 farmàcies i 2 ambulàncies.
El 2009 hi havia 1 escola maternal i 2 escoles elementals. Neuville-aux-Bois disposava d'un col·legi d'educació secundària amb 681 alumnes.

## Poblacions més properes
El següent diagrama mostra les poblacions més properes.